# پولک‌های تیغه‌دار

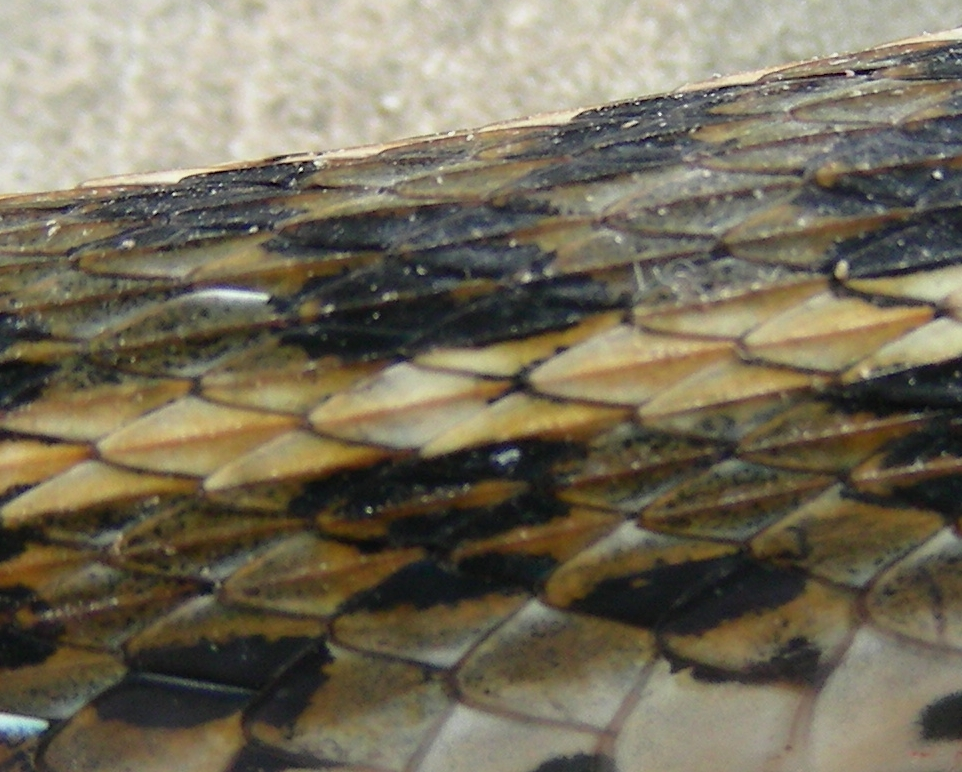
پولک‌های تیغه‌دار روی پوست ماری از قمچه‌ماران، Amphiesma stolatum

پولک‌های تیغه‌دار (به انگلیسی: Keeled scales) به پولک‌های خزندگانی گفته می‌شوند که به جای صاف بودن، دارای برآمدگی در مرکز هستند که ممکن است تا نوک پولک کشیده شده یا نشده باشد، که آنها را در زمان لمس خشن می‌کند. با توجه به توصیف استریت (۱۹۷۹) از مارمولک‌ها و مارهای اروپایی، در آنهایی که پولک‌های تیغه‌دار دارند، کلاهک‌ها معمولاً در نمونه‌های نر قوی‌تر هستند و به‌طور پیوسته بر اساس گونه‌های خزندگان مرتب می‌شوند، حتی اگر بسیاری دیگر آنها را نداشته باشند. در مارمولک‌های اروپایی، پولک‌های پشتی معمولاً به خوبی تیغه‌دار می‌شوند، در حالی که پولک‌های روی پهلوها ضعیف‌تر و پولک‌های روی شکم صاف هستند. مارمولک‌های غیر اروپایی مانند Sphaerodactylus macrolepis نیز پولک‌های تیغه‌دار را نشان می‌دهند.